# Wartburgschule (Eisenach)
Die Wartburgschule ist eine Regelschule in Eisenach in Thüringen. Die Schule bietet die Möglichkeit, am Ende der Klassenstufe 9 den Hauptschulabschluss bzw. den Qualifizierenden Hauptschulabschluss und am Ende der Klassenstufe 10 den Realschulabschluss zu erreichen. Benannt ist sie nach der bei Eisenach gelegenen Wartburg.

## Lage
Die Wartburgschule liegt im Nordwesten des Stadtgebietes im in den 1960er Jahren als Thälmannviertel errichteten Wohnviertel an der Wilhelm-Pieck-Straße.

## Geschichte
Das Schulgebäude wurde mit dem umliegenden Wohnviertel Mitte der 1960er Jahre geplant und errichtet. Mit Beginn des Schuljahres 1966/67 wurde die Schule am 1. September 1966 als 11. Polytechnische Oberschule Ernst Thälmann eröffnet. Die zeitgenössische, für das Eisenach der 1960er Jahre neuartige Architektur der Schule aus Stahlbeton mit großen Glasfassaden brachte dem Bauwerk im Volksmund den Spitznamen „Glaskasten“ ein.
Mit der Neustrukturierung der Bildungslandschaft in Thüringen ab dem Schuljahr 1991/92 wurde die polytechnische Oberschule in eine Regelschule in Trägerschaft der Stadt Eisenach umgewandelt, in Wartburgschule umbenannt und fortan als 6. Staatliche Regelschule im Eisenacher Schulnetzplan geführt. Im Schuljahr 2010/11 wurde die Schule komplett saniert und zum Beginn des Schuljahres 2011/12 fertig gestellt. Für die Zeit der Sanierung wurden die Schüler der Wartburgschule in einem anderen städtischen Schulgebäude unterrichtet. Alle Räume, Gänge, Innenhöfe und Außenanlagen wurden komplett umgestaltet und den neuesten Erfordernissen angepasst. Es entstanden ein Atrium für Veranstaltungen und ein Innenhof als Aufenthaltsbereich in den Pausen.
2014 geriet die Schule bundesweit in die Schlagzeilen, weil nach der Sanierung erhöhte Naphthalin-Konzentrationen in der Raumluft der sanierten Klassenzimmer nachgewiesen wurden. Diese rührten aus den beim Bau der Schule eingesetzten und bei der Sanierung in der Bausubstanz belassenen Teeren her. In der Folge musste die Schule erneut in ein Ausweichquartier umziehen und das Gebäude nochmals grundhaft saniert werden.

## Schulausstattung und -betrieb
Im Schuljahr 2020/21 lernen rund 450 Schüler in 20 Klassen an der Wartburgschule.
In dem modernisierten DDR-Typenbau stehen 17 Unterrichtsräume sowie Fachkabinette und PC-Fachräume zur Verfügung; im Außenbereich findet sich eine Turnhalle, eine Tartan-Hochsprunganlage, eine Tartan-Weitsprunganlage, eine 100-m-Tartanlaufbahn, eine Kugelstoßanlage sowie eine Kleinfeldspielfläche.
Die Wartburgschule profiliert sich als Sportschule und arbeitet hierfür mit dem ThSV Eisenach zusammen, mit dem seit dem Schuljahr 1998/99 ein Talentförderprojekt besteht. Schüler, die in dem Handball-Nachwuchsprojekt des langjährigen Handball-Bundesligisten ausgebildet werden, besuchen für ihre schulische Ausbildung die Wartburgschule. Bedingt durch die Kooperation mit dem ThSV Eisenach zählen mehrere spätere Spieler der Handball-Bundesliga zu den Absolventen der Wartburgschule. Seit dem Schuljahr 2002/03 werden Sportklassen an der Schule gebildet, in denen interessierte Schüler mit Unterstützung örtlicher Vereine, Behörden und des Kreissportbundes, sportlich gefördert werden.